# Öjestrands GC
Öjestrands GC är en golfklubb belägen vid sjön Öjen i Njurunda socken, 25 kilometer söder om Sundsvall. Klubben hade vid årsskiftet 2004/2005 1285 medlemmar.

## Banan

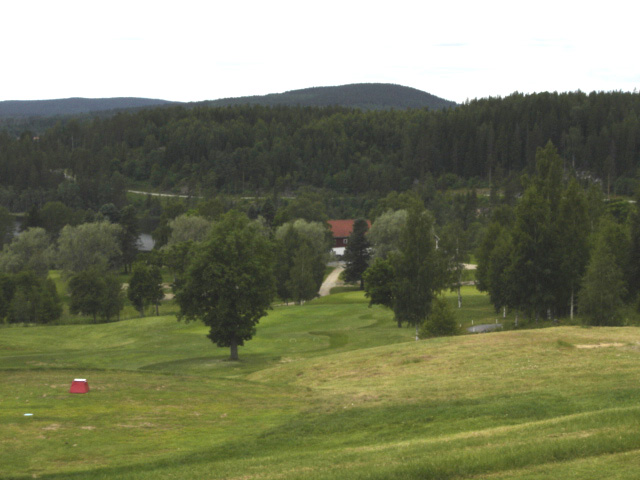
Hål 18, par 4, bild från tee 55.

Banan är en kraftigt kuperad skogsbana med 41 bunkrar varav 32 greenbunkrar. På 13 av hålen finns vattenhinder. Banan består av stora och ondulerade greener som ofta omges av djupa bunkrar.
Fem av par4-hålen är kortare än 300 meter (från vit tee) men har svårigheter som kräver hög precision i spelet.
| Tee | Slope / CR | Slope / CR | Scratchvärde/ Bogeyvärde | Scratchvärde/ Bogeyvärde |
| Tee | Herrar     | Damer      | Herrar                   | Damer                    |
| 61  | 137 / 74,2 |            | 2,2 / 26,4               |                          |
| 55  | 133 / 71,6 | 140 / 77,2 | -0,4 / 23,1              | 5,2 / 30                 |
| 51  | 128 / 69,3 | 134 / 74,3 | -2,7 / 20,0              | 2,3 / 26                 |
| 46  | 124 / 67,3 | 129 / 72,0 | -4,7 / 17,2              | 0,0 / 22,8               |

## Klubbhus

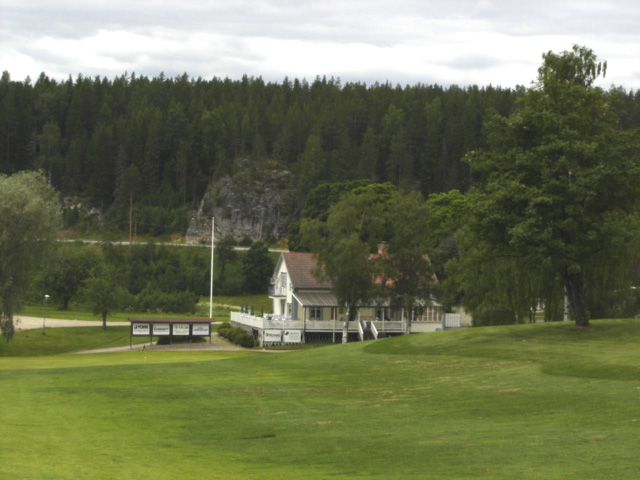
Klubbhuset sett från fairway på hål 18.

Klubbhuset består av två plan samt en källarvåning där omklädningsrummen ligger. På markplanet finns restaurangen. 

## Range
Driving rangen består av cirka 20 utslagsplatser och intill denna ligger en puttningsgreen samt en träningsbunker. Nere vid sjön finns ytterligare en puttningsgreen. Intill driving rangen ligger golfshop och reception.

## Pay and play
Klubben har en pay and play-bana som består av 9 par 3-hål.